# Ad providam
Mit der Päpstlichen Bulle Ad providam vom 2. Mai 1312 übertrug Papst Clemens V. den Besitz des Templerordens auf den damaligen Johanniterorden (heute Souveräner Malteserorden, siehe auch Geschichte des Johanniterordens). Am 22. März 1312 hatte der Papst bereits mit der Bulle Vox in excelso den Templerorden aufgelöst, nun ging es um den Verbleib der Güter.

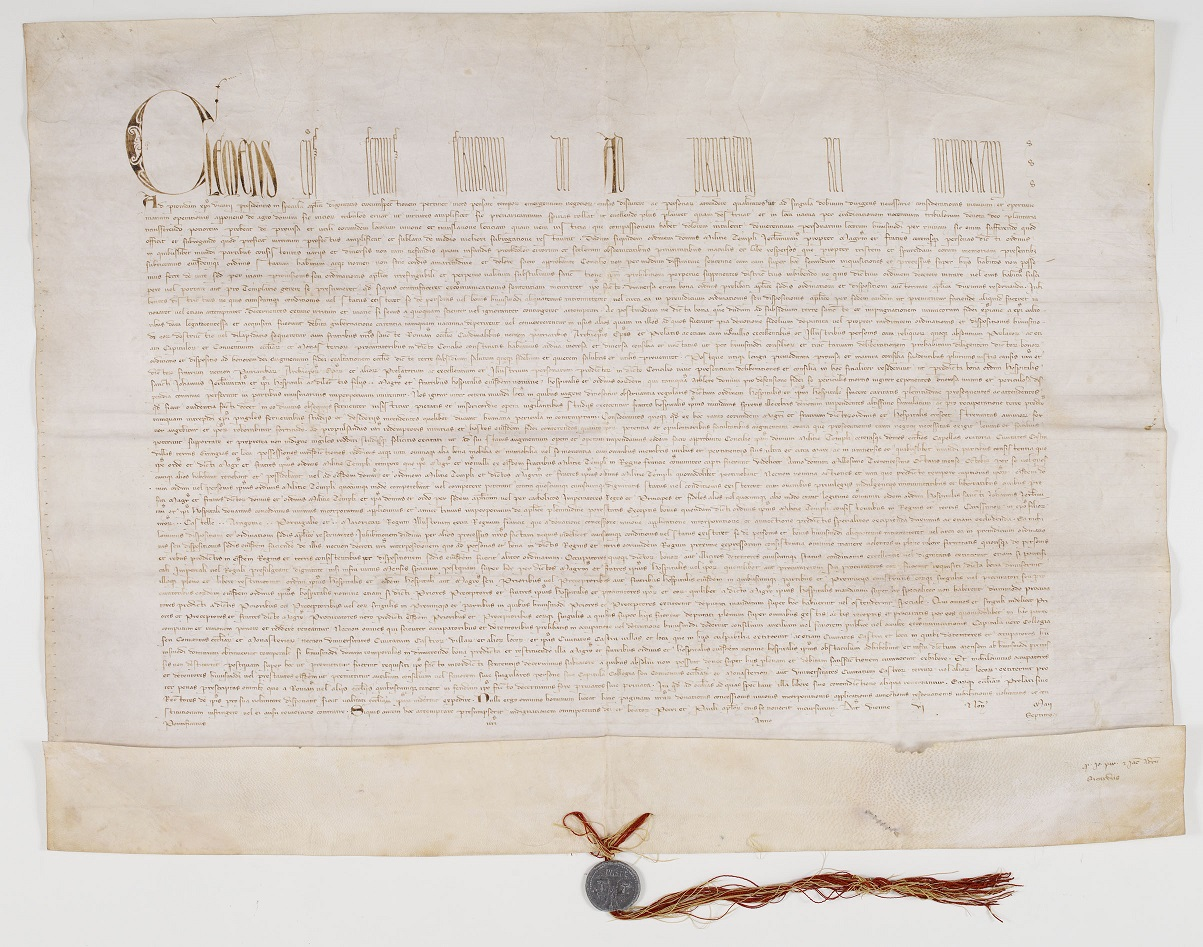
Ausfertigung im Pariser Nationalarchiv

## Findungsprozess
Zunächst beschrieb der Papst die Befugnisse und Rechte, die sich aus seinem Amt ergeben würden und es sei seine Aufgabe dem wilden Wucher Einhalt zu gebieten. Sinngemäß bezeichnete er den Templerorden als schädliche Distel, die es gelte auszurotten. Dann beschrieb er die langen und schwierigen Wege der Diskussionen die mit den Kardinälen, Erzbischöfen und Patriarchen, Bischöfen und Prälaten der heiligen römischen Kirche geführt worden seien. Darüber hinaus hätte man auch mit hervorgehobenen Klostervorstehern der Frauenklöster und männlichen Ordensgemeinschaften beraten und schließlich sei man zu einem Beschluss gelangt.

## Der Beschluss
Mit der Bulle legt Papst Clemens V. unter anderen folgende Beschlüsse auf unbegrenzte Dauer fest:
- Alle Güter finanzieller Art, Kirchen und Burgen, Städte, Ländereien und Bauernhöfe werden dem Orden vom Spital des heiligen Johannes zu Jerusalem (Johanniterorden) übertragen.
- Der Johanniterorden erhält weiterhin die Gerichtsbarkeit, verfügt über die steuerlichen Einnahmen und nimmt die Rechte über alle beweglichen und unbeweglichen Dinge.
- An den Johanniterorden ergehen alle Ritterprivilegien, die Ritterreihenfolge und die innere Gliederung des ehemaligen Templerordens. Dazu gehören die Immunitäten und Freiheiten mit denen der Großmeister ausgestattet ist.
- Der Johanniterorden steht unmittelbar unter dem Schutz des  Heiligen Stuhls.
- Die vollständige Wiederherstellung der Amtswürde und dem Ansehen gegenüber dem unabhängigen Staat. Die Rangordnung muss nach Meister, seinem Stellvertreter, den Lehrern und Brüder geordnet werden und soll in allen Provinzen Gültigkeit haben.
- Dem Meister ist über alle Tätigkeiten Rechenschaft abzulegen, dieses beinhaltet Verhandlungen, Empfänge sowie die Finanzverwaltung. Dem Meister ist durch die Sachverwalter von Kirchen, Klöstern, Städten, Burgen und anderen Einrichtungen unmittelbar Bericht zu erstatten.
- Bei Zuwiderhandlungen drohen nicht nur der Entzug aller Rechte, sondern bei  schweren Verfehlungen können diese mit der Exkommunikation geahndet werden.